# Sidi Bou Said
Sidi Bou Said (arabsko سيدي بوسعيد) je znan tudi kot vasica umetnikov, ki leži približno 20 km severovzhodno od Tunisa, na severu Tunizije. Slikoviti kraj leži na vzpetini, s katere se razprostira panoramski pogled na ostanke starodavne Kartagine in na Tuniški zaliv.
Umetniki, ki so tam živeli ali hodili na počitnice so med drugimi Paul Klee, Gustave-Henri Josot, Saro Lo Turco in Louis Moillet. Tunizijski umetniki v Sidi Bou Saidu kot so Yahia Turki, Brahim Bhahak in Ammar Farhat so poznani po École de Tunis (tunizijska slikarska šola).

## Zgodovina
Vas je bila sprva posvečena religiji. Tukaj so živeli Marabouts, puščavniki. Ime je okrajšava imena svetnika Abou Said ibn Khalef ibn Yahia Ettamini el Beji, ki je tukaj živel.
Leta 1207 naj bi tja prispel imenovani mistiker Abou Said Khalafa ben Yahia, da bi tam začel razvijati sufizem. Po smrti je bil imenovan za svetnika. Hrib Sidi Bou Said je čaščen kot sveti kraj.
V 16. st. so se tukaj, kakor na celotnem območju severne Tunizije, ustalili Mavri, katerih značilna arhitektura je v vasici vidna še danes. 
Angleški baron Rodolphe d’Erlanger je leta 1912 prispel v takratno ribiško vas in zgradil dragoceno palačo. Poskrbel je, da so kraj leta 1915 uvrstili pod spomeniško varstvo. Kot slikar in ljubitelj glasbe je odprl vrata za umetnike, organiziral srečanja in večere, kjer so se prepletali umetnost, glasba in literatura. Med umetniki sta bila tudi nemška slikarja August Macke in Paul Klee. Po baronovi smrti leta 1932 je država Tunizija podedovala  njegovo kulturno zapuščino.

## Turistične znamenitosti
Turistična vas je znana predvsem zaradi lepih barv, njegovega trga (Souk) in kavarne imenovane Nattes, ki je postala slavna z akvarelom Avgusta Mackesa. To je tipična mavrska kavarna, kjer se lahko med drugim poskusi tudi tradicionalno vodno pipo (Shisha).
Novokrščena palača barona Erlangerja – Ennejma Ezzahra – je postala center arabske in sredozemske glasbe. Vse je odprto za javnost, ki lahko tam občuduje muzej glasbenih instrumentov, arhitekturo in vrtove. 
Sidi Bou Said je postal tudi zbirališče umetnikov, mlade domače buržoazije in tujih turistov. Kraj je znan po svoji arhitekturi s starimi restavriranimi palačami.

## Galerija
- V notranjosti orientalske muzejske vile
- Ozka uličica s pogledom na Tuniški zaliv
- Glavna ulica s prodajalno spominkov in kavarno
- Glavna ulica z uličnim prodajalcem
- Okrašena modra vrata